# Aldea Protestante
Aldea Protestante es una localidad y comuna de 1ª categoría del distrito Palmar del departamento Diamante, en la provincia de Entre Ríos, República Argentina. Se ubica a 30 km de la ciudad de Paraná, capital de la provincia. La Aldea, como la llaman sus vecinos. El eje de su economía es la actividad agropecuaria.
La población de la localidad, es decir sin considerar el área rural, era de 481 personas en 1991 y de 545 en 2001. La población de la jurisdicción de la junta de gobierno era de 980 habitantes en 2001.

## Historia
Su fundación data del 21 de julio de 1878 y fue realizada por inmigrantes alemanes de religión protestante llegados de la zona del río Volga. A este grupo se le asignó el área meridional de la Colonia General Alvear desde el Arroyo Crespo al Arroyo de la Ensenada. La junta de gobierno fue creada por decreto 372/1975 MGJE del 18 de febrero de 1975.

## Comuna
La reforma de la Constitución de la Provincia de Entre Ríos que entró en vigencia el 1 de noviembre de 2008 dispuso la creación de las comunas, lo que fue reglamentado por la Ley de Comunas n.º 10644, sancionada el 28 de noviembre de 2018 y promulgada el 14 de diciembre de 2018. La ley dispuso que todo centro de población estable que en una superficie de al menos 75 km² contenga entre 700 y 1500 habitantes, constituye una comuna de 1ª categoría. La Ley de Comunas fue reglamentada por el Poder Ejecutivo provincial mediante el decreto 110/2019 de 12 de febrero de 2019, que declaró el reconocimiento ad referéndum del Poder Legislativo de 34 comunas de 1ª categoría con efecto a partir del 11 de diciembre de 2019, entre las cuales se halla Aldea Protestante. La comuna está gobernada por un departamento ejecutivo y por un consejo comunal de 8 miembros, cuyo presidente es a la vez el presidente comunal. Sus primeras autoridades fueron elegidas en las elecciones de 9 de junio de 2019.

## Religión

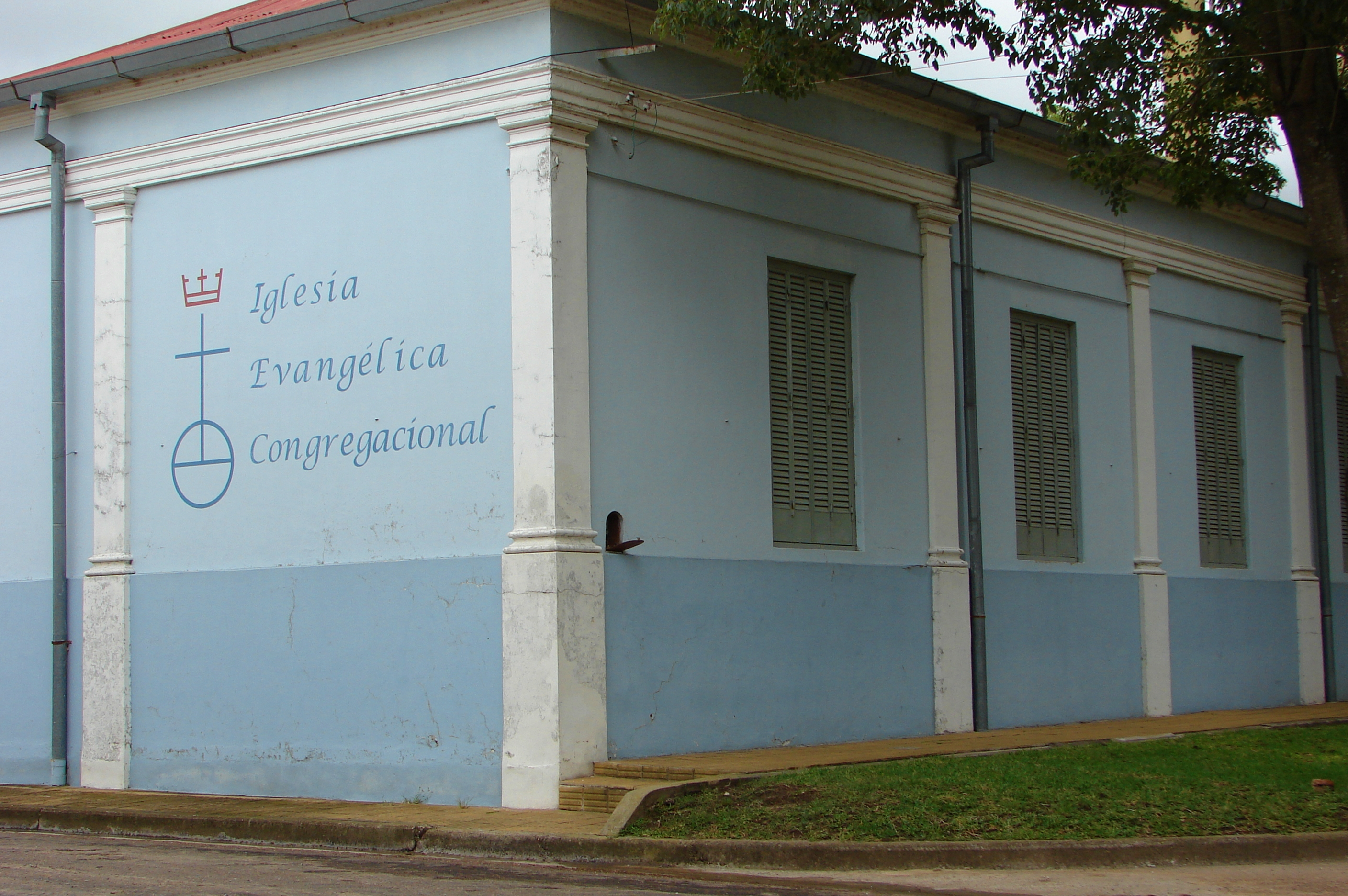
Iglesia Evangélica en Aldea Protestante

La confesión mayoritaria en la Aldea es la evangélica protestante. Siendo la Iglesia evangélica del Río de La Plata la iglesia madre de las demás evangélicas y la de mayor cantidad de feligreses. Luego le sigue la Iglesia evangélica congregacional y la Iglesia evangélica luterana argentina. Una parte de los habitantes pertenece a la Iglesia Adventista del Séptimo Día[cita requerida]. Para los emigrados de tiempos posteriores se construyó una capilla católica[cita requerida]. Si bien la aldea se caracteriza por ser la colonia madre de evangélicos en la zona de influencia la iglesia para la mayoría de los habitantes forma aún parte integral de su idiosincrasia. Posee tres templos evangélicos (IERP, IEC, IELA), uno adventista y una capilla católica y asociaciones de alemanes del Volga.

## Cultura
A pesar de haber transcurrido muchos años la Aldea Protestante contiene huellas de su pasado, en la música sobre todo, donde muchas personas del pueblo saben ejecutar un instrumento y se dedican con pasión a la música de sus abuelos: la música tradicional alemana Volksmusik.